# Chinatown (dzielnica)
Chinatown (, z ang.: China Chiny + town miasto) – nazwa dzielnic w różnych miastach świata, zamieszkanych głównie przez mniejszość azjatycką, przeważnie z Chin lub rdzennych Chińczyków osiadłych na tych terenach przez wypadki dziejowe i migracje ludu. Nazwa „Chinatown” zakorzeniła się nie tylko w USA oraz Kanadzie, lecz jest teraz używana w wielu innych językach, np. hiszpańskim, niemieckim czy szwedzkim.

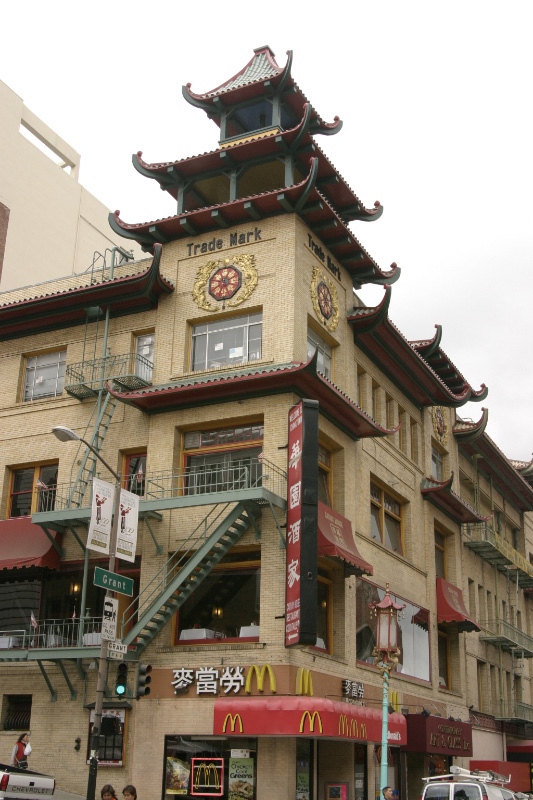
Chinatown w San Francisco. Widoczny jest jeden z lokalnych McDonald's

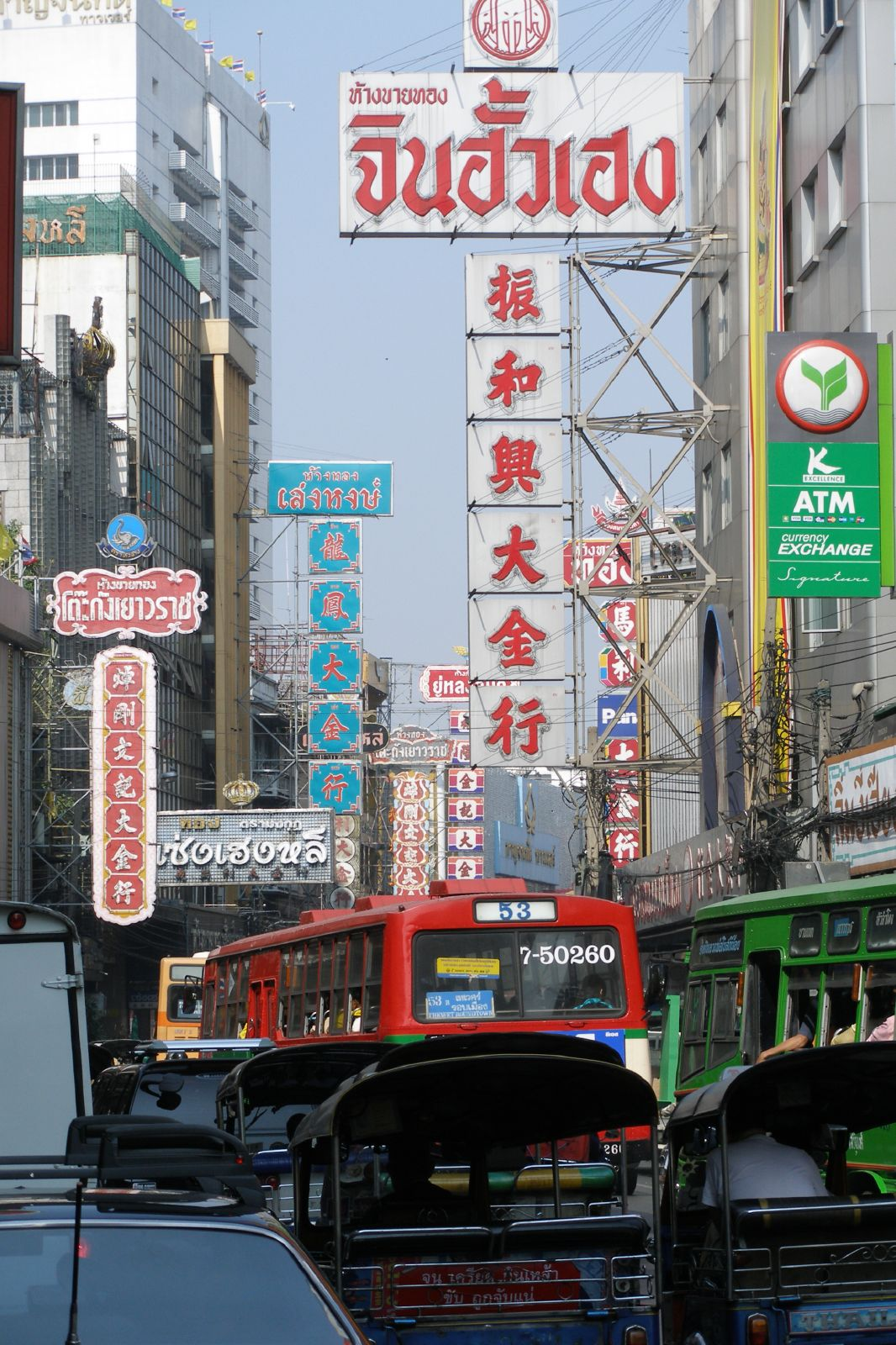
Chinatown w Bangkoku

Takich dzielnic jest około stu, jednak do najbardziej znanych należą Chinatown w:
- Bangkoku
- Ho Chi Minh – historyczna mniejszość chińska dawnego Sajgonu
- Chicago
- Dżakarcie
- Las Vegas
- Limie
- Liverpoolu
- Londynie
- Los Angeles
- Montrealu
- Moskwie
- Nowym Jorku
- Paryżu
- San Francisco
- Toronto
- Sydney
- Waszyngtonie
- Vancouver
- Yokohamie